# تویوتا سنتر

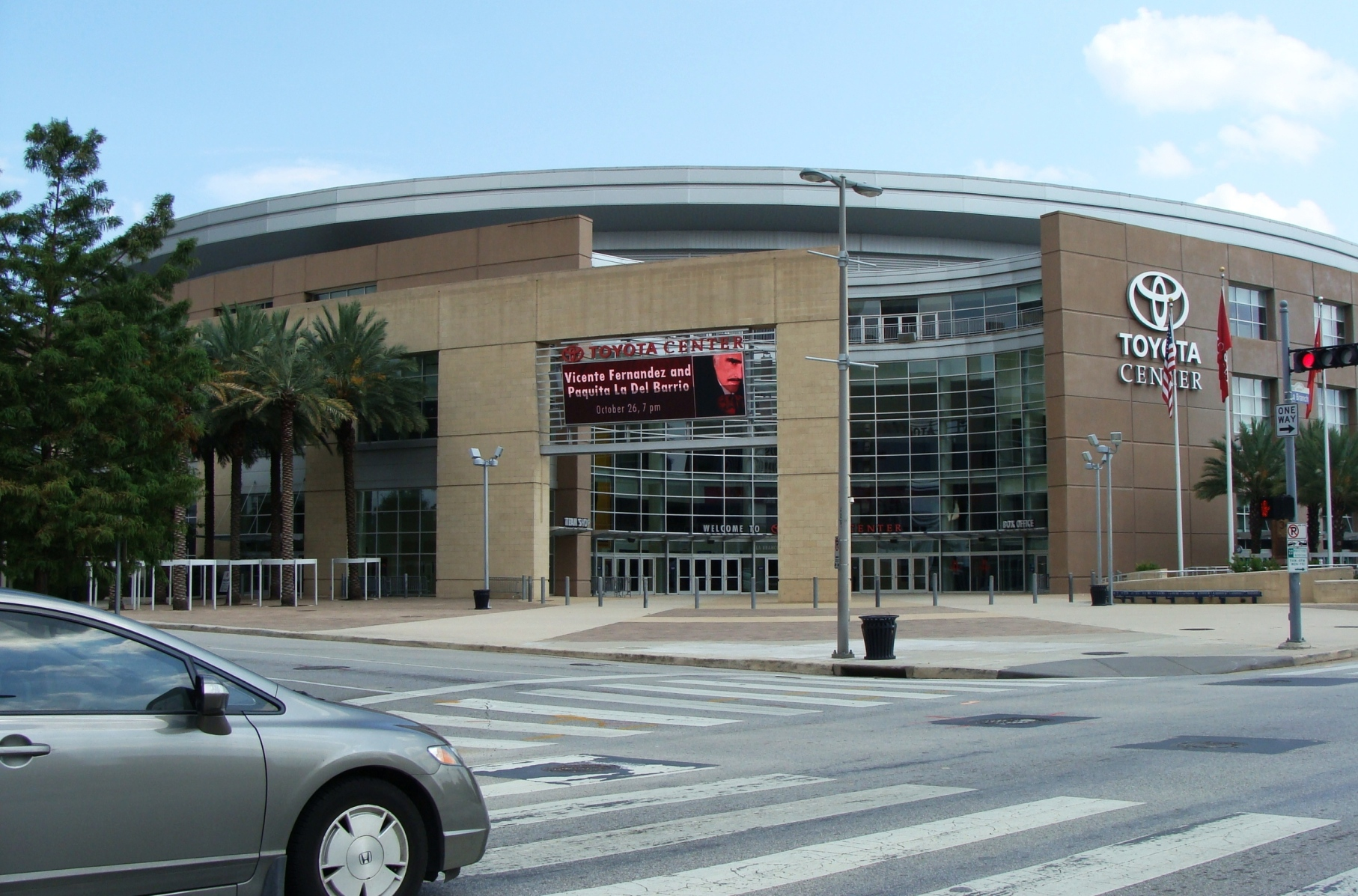

تویوتا سنتر یا مرکز تویوتا (به انگلیسی: Toyota Center) تأسیس سال ۲۰۰۳، نام استادیوم سرپوشیدهٔ ورزشی بزرگی در هیوستون در تگزاس است.
این ورزشگاه که برای بازیهای هاکی روی یخ و نیز بسکتبال بازیهای ان بی ای (خانه تیم هیوستون راکتس) استفاده می‌شود، نزدیک به ۲۰۰۰۰ نفر ظرفیت دارد.
حامی مالی این ورزشگاه شرکت اتومبیل تویوتا است.